# Sumit Antil
Sumit Antil (ur. 6 lipca 1998 w Sonipat) – indyjski paraolimpijczyk, paralekkoatleta specjalizujący się w rzucie oszczepem. Na igrzyskach paraolimpijskich w Tokio (2020) zdobył złoty medal w rzucie oszczepem, ustanawiając  zarazem rekord świata  w paraolimpijskim rzucie oszczepem na 65,88 metra w konkursie finałowym.